# Зелени сојлент
Зелени сојлент (енгл. Soylent Green), дистрибуиран у бившој Југославији под називима Зелена соја и Зелено сунце, је амерички научнофантастични трилер филм из 1973. године,  режисера Ричарда Флајшера у продукцији компаније Метро-Голдвин-Мејер, са Чарлтон Хестоном, Ли Тејлор Јанг и Едвард Џи Робинсоном у главним улогама.
У дистопијском Њујорку, полицијски детектив истражује убиство бизнисмена из корпорације за производњу синтетичке хране. Међутим, његова истрага почиње да га води ка злокобној истини.

## Радња
Индустријализација 20. века довела је до пренасељености, загађења и глобалног загревања због ефекта стаклене баште. Њујорк, 2022 Пренасељен са 40 милиона људи који живе у трошним кућама, пун је бескућника, од којих многи нигде не раде. Малобројни који раде једва састављају крај с крајем због велике несташице хране и радних машина, већина становништва преживљава од оброка које производи Сојлент Корпорејшн. Њихов најновији изум је Зелени Сојлент, дијета за коју се тврди да је висококалорична дијета заснована на планктону која је хранљивија и укуснија од претходних Црвених и Жутих дијета, али оскуднија.
Френк Торн, детектив њујоршке полиције, живи са старим пријатељем и полицијским аналитичарем по имену Соломон „Саул“ Рот, који се сећа и често носталгира о животу пре кризе. Добро образован, Саул користи своју библиотеку референтних књига да помогне Торну. Док истражује убиство Вилијама Р. Симонсона, привилегованог члана друштва, Торн испитује своју конкубину Ширл и Симонсоновог телохранитеља, Таба Филдинга, који су били у пратњи Ширл у време убиства. Торн претражује Симонсонов стан у потрази за траговима и у том процесу проналази и конзумира виски, говедину и другу храну која му није доступна.
Торн даје Роту поверљиви Сојлентов извештај о океанографији који је пронашао у Симонсоновом стану. Ротово истраживање открива чињеницу да је Симонсон био један од чланова одбора Сојлента. Торн каже свом поручнику, Хечеру, да сумња на наручено убиство: ништа није украдено из стана, није било обезбеђења, а инфилтратор је користио удицу за месо уместо оружја да симулира обичну крађу и убиство. Торн, сумњајући у Филдинга, посећује његов стан и испитује Марту, његову конкубину. Открива је са кашичицом џема од јагода, касније закључивши да је превише луксузан за конкубину чувара. Ширл каже да је Симонсон био узнемирен последњих дана пре његовог убиства и да је ишао у цркву. Торн покушава да испита свештеника коме је Симонсон исповедио, али он, импресиониран оним што је сазнао из исповести и исцрпљен бригом о огромном, болесном и гладном стаду, сећа се само саме чињенице исповести, али не и њене детаљима. Међутим, Филдинг, по наређењу градоначелника Њујорка Сантинија, убија свештеника.
Такође, Сантини иницира затварање истраге, вршећи притисак на Торновог старијег поручника, Хечера. Због одбијања да се придржава „наредбе“, Хечер шаље Торна да патролира улицама, а током нереда Сојлент шаље убицу, истог оног који је убио Симонсона, да уклони Торна. Прати Торна до центра за дистрибуцију оброка где полиција спроводи ред. Када се зелени сојлент заврши, гомила почиње да се буни. Атентатор покушава да увуче Торна у забуну, тешко повређује неколико изгредника, као и самог Торна у ногу. Али пре него што Торн успе да га разоружа и испита, удари га возило за контролу нереда. (Управо ова сцена се огледа на насловној страни филма). Као одговор, Торн, убеђен у Филдингову умешаност, упао му је у заседу како би га обесхрабрио од даље потере. Затим одлази код Марте да се лечи.
У међувремену, Соломон Рот доставља океанографски извештај групи истраживача који се слажу да планктон за који се тврди да је направљен од Зеленог Сојлента више не постоји у океану и закључују да је направљен од људских остатака, јединог могућег извора протеина у узорку. Такође закључују да је Симонсона убила корпорација, пошто је исто сазнао из извештаја и имао утицај у компанији. Рот је толико згрожен животом у овом деградирајућем свету да одлучује да се „врати у кућу Божију“ и одлази на еутаназију у државну клинику, упркос сазнању да ће његово тело бити употребљено за исту производњу Зеленог Сојлента.
Торн жури да га заустави, али, који се још није опоравио од ране на нози, касно је. Рот је опчињен еутаназијом и музичком монтажом: нестале шуме, изумрле дивље звери, нестале реке и створења из океана. Пре него што умре, он говори Торну о свом проналаску и моли га да објави истину. Торн улази у камион да одложи људска тела, стиже у рециклажни центар, где види како се људска лешева прерађују у зелени сојлент. Међутим, примећен је и мора да побегне.
Торн се враћа да пријави, али га заустављају Филдинг и његови присташе. Међутим, Торн успева да позове помоћ позивајући Хечера. У пуцњави, Торн убија нападаче, али је и сам тешко повређен. Када Хечер стигне, Торн му говори шта је научио и убеђује га да каже истраживачима како би могли да туже Сојлента и шире истину о Сојлент Грину. Хечер обећава да ће то учинити. Торна одводе радници Хитне помоћи, док он виче: „Зелени сојлент су људи!“, затим следи замрзнути кадар и пушта се видео секвенца која је приказана умирућем Соломону Роту.